# YagiRock
YagiRock合同会社（ヤギロック）は、東京都豊島区に事務所を置く、芸能事務所。2019年設立。
所属俳優は無名塾出身の俳優5人（2023年1月現在）。

## 所属俳優
- 本郷弦：1994年 無名塾入塾
- 井手麻渡：2009年 無名塾入塾
- 大塚航二朗：2015年 無名塾入塾
- 吉田道広：2011年 無名塾入塾
- 高橋真悠：2015年 無名塾入塾（2020年退塾）